# Diadegma
Diadegma is een geslacht van vliesvleugelige insecten (Hymenoptera) uit de familie van de gewone sluipwespen (Ichneumonidae). Arnold Foerster (of Förster) publiceerde de wetenschappelijke naam van het geslacht voor het eerst geldig in 1868, evenwel zonder er een soort bij te vernoemen.
Diadegma is een zeer groot geslacht met een kosmopolitische verspreiding. Deze sluipwespen zijn endoparasitoïden van vlinders (Lepidoptera), vooral kleine motten. Ze leggen hun eitjes in de larven van de vlinders, die uiteindelijk gedood worden in hun cocon. Enkele soorten zijn natuurlijke vijanden van plaaginsecten: Diadegma semiclausum bijvoorbeeld is een parasitoïde van de larven van de koolmot (Plutella xylostella), en is in verschillende delen van de wereld, onder meer in Kenia en Indonesië, geïntroduceerd voor de biologische bestrijding daarvan.

## Soorten
- D. acronyctae (Ashmead, 1896)
- D. aculeatum (Bridgman, 1889)
- D. acutum (Viereck, 1925)
- D. adelungi (Kokujev, 1915)
- D. aegyptiacum Horstmann, 1993
- D. aestivale (Viereck, 1921)
- D. agens Townes, 1964
- D. agile (Brischke, 1880)
- D. akoense (Shiraki, 1917)
- D. albertae (Walley, 1929)
- D. albicalcar (Morley, 1913)
- D. albicinctum Walley, 1967
- D. albipes Horstmann, 1981
- D. albotibiale Horstmann, 1973
- D. alpicola (Smits van Burgst, 1914)
- D. amphipoeae Kusigemati, 1993
- D. angitiaeforma Horstmann, 1969
- D. angulator (Aubert, 1963)
- D. annulicrus (Thomson, 1887)
- D. antennaellae (Walley, 1932)
- D. anurum (Thomson, 1887)
- D. areolare (Holmgren, 1860)
- D. areolator Aubert, 1974
- D. argentellae Horstmann, 2004
- D. argyloplocevora (Uchida, 1932)
- D. armillata (Gravenhorst, 1829)
- D. armillatum (Gravenhorst, 1829)
- D. auranticolor Aubert, 1979
- D. auricellae Horstmann, 2008
- D. aztecum (Cameron, 1904)
- D. balticum Horstmann, 1969
- D. basale Horstmann, 1980
- D. blackburni (Cameron, 1883)
- D. boreale Horstmann, 1980
- D. brevipetiolatum Horstmann, 1969
- D. brevivalve (Thomson, 1887)
- D. buckelli (Viereck, 1925)
- D. californicum Walley, 1967
- D. callisto Horstmann, 1993
- D. capense (Cameron, 1906)
- D. carolina Walley, 1967
- D. cinnabaritor Aubert, 1970
- D. claripenne (Thomson, 1887)
- D. clavicorne (Brischke, 1880)
- D. coleophorarum (Ratzeburg, 1852)
- D. colutellae Horstmann, 2008
- D. combinatum (Holmgren, 1860)
- D. compressum (Cresson, 1864)
- D. comptoniellae (Viereck, 1925)
- D. consumtor (Gravenhorst, 1829)
- D. contractum (Brischke, 1880)
- D. crassicorne (Gravenhorst, 1829)
- D. crassiseta (Thomson, 1887)
- D. crassulum Walley, 1967
- D. crassum (Bridgman, 1889)
- D. crataegi Horstmann, 1980
- D. curvicaudis (Szepligeti, 1916)
- D. cylindricum (Brischke, 1880)
- D. chrysostictos (Gmelin, 1790)
- D. defectivum (Kokujev, 1915)
- D. densepilosellum (Cameron, 1911)
- D. dinianator Aubert, 1966
- D. discoocellellae (Viereck, 1911)
- D. dispar (Gmelin, 1790)
- D. dominans (Walker, 1860)
- D. duplicatum Horstmann, 1980
- D. elegans Dbar, 1984
- D. elishae (Bridgman, 1884)
- D. elongatum (Thomson, 1887)
- D. epinotiae Momoi, 1973
- D. erraticum (Brischke, 1880)
- D. erucator (Zetterstedt, 1838)
- D. erythropoda Kusigemati, 1987
- D. erythropus (Hellen, 1949)
- D. exareolator Aubert, 1964
- D. fabricianae Horstmann & Shaw, 1984
- D. falciferum Walley, 1967
- D. fenestrale (Holmgren, 1860)
- D. filicorne Horstmann, 1980
- D. filiformator Aubert, 1971
- D. flavoclypeatum Horstmann & Graham, 1989
- D. flavotibiale Horstmann, 1973
- D. flexa Horstmann, 1973
- D. flexum Horstmann, 1973
- D. fugitivum (Haliday, 1836)
- D. fulvipalpe (Cameron, 1906)
- D. fumatum (Hedwig, 1962)
- D. fungicola Horstmann, 2008
- D. gallicator (Aubert, 1960)
- D. gibbulum (Brischke, 1880)
- D. glabriculum (Holmgren, 1859)
- D. gracile (Gravenhorst, 1829)
- D. gracillimum (Smits van Burgst, 1914)
- D. grisescens (Gravenhorst, 1829)
- D. groenlandicum (Roman, 1916)
- D. hiraii Kusigemati, 1993
- D. hispanicum Horstmann, 1973
- D. hokkaidense Momoi, Kusigemati & Nakanishi, 1968
- D. holopygum (Thomson, 1887)
- D. hospitum (Holmgren, 1868)
- D. hygrobium (Thomson, 1887)
- D. imbecillum (Enderlein, 1921)
- D. incompletum Horstmann, 1973
- D. insectator (Schrank, 1781)
- D. insulare (Cresson, 1865)
- D. integrator Aubert, 1970
- D. ishiyamanum (Uchida, 1928)
- D. johanseni (Viereck, 1925)
- D. koizumii Momoi, 1973
- D. kozlovi (Kokujev, 1915)
- D. kyffhusanae Horstmann, 1973
- D. kyushuense Momoi, Kusigemati & Nakanishi, 1968
- D. lactibiator Aubert, 1964
- D. laricinellum (Strobl, 1904)
- D. laterale (Gravenhorst, 1829)
- D. laticeps (Viereck, 1925)
- D. latungula (Thomson, 1887)
- D. ledicola Horstmann, 1969
- D. leontiniae (Brethes, 1923)
- D. lithocolletis Horstmann, 1969
- D. litorale (Holmgren, 1856)
- D. longicauda (Cameron, 1904)
- D. longicaudatum Horstmann, 1969
- D. lugubre (Spinola, 1851)
- D. lyonetiae (Viereck, 1925)
- D. maculatum (Gravenhorst, 1829)
- D. majale (Gravenhorst, 1829)
- D. majus (Szepligeti, 1916)
- D. mandschukuonum (Uchida, 1942)
- D. maurum (Gravenhorst, 1829)
- D. mediterraneum (Constantineanu, 1930)
- D. melanium (Thomson, 1887)
- D. meliloti Horstmann, 1973
- D. meridionator Aubert, 1971
- D. micrurum (Thomson, 1887)
- D. minutum (Viereck, 1925)
- D. mollipla (Holmgren, 1868)
- D. monospilum (Thomson, 1887)
- D. moraguesi (Kriechbaumer, 1894)
- D. muelleri (Butler, 1874)
- D. nanus (Gravenhorst, 1829)
- D. narcyiae Horstmann, 2008
- D. neocerophagum Horstmann, 1969
- D. neomajale Horstmann, 1969
- D. nepalense Kusigemati, 1987
- D. nervosae Horstmann, 1969
- D. nigridens Horstmann, 2008
- D. nigrifemur (Seyrig, 1927)
- D. nigriscapus Horstmann, 1980
- D. nigrostigmaticum Horstmann, 1969
- D. nigrum (Statz, 1936)
- D. novaezealandiae Azidah, Fitton & Quicke, 2000
- D. obliteratellum (Viereck, 1925)
- D. obscurum (Cresson, 1864)
- D. occultum (Brischke, 1880)
- D. openangorum (Viereck, 1917)
- D. operculellae Horstmann, 1993
- D. oranginator Aubert, 1964
- D. paenesessile (Viereck, 1925)
- D. paludis Horstmann, 1969
- D. parviforme (Viereck, 1917)
- D. parvum (Provancher, 1874)
- D. patruele (Holmgren, 1868)
- D. pattoni (Ashmead, 1890)
- D. pendulum Walley, 1967
- D. pilosum Horstmann, 1980
- D. pini Momoi, 1973
- D. polonicum Horstmann, 1980
- D. psilocorsis Walley, 1967
- D. pulchripes (Kokujev, 1915)
- D. pulicalvariae Walley, 1967
- D. pulicator Aubert, 1974
- D. pusio (Holmgren, 1860)
- D. pyreneator (Aubert, 1960)
- D. rapi (Cameron, 1912)
- D. rectificator Aubert, 1970
- D. retusa Kusigemati, 1987
- D. rufatum (Bridgman, 1884)
- D. ruficeps (Holmgren, 1860)
- D. rufigaster Horstmann, 1973
- D. salicis Horstmann, 1973
- D. sanguinicoxa (Brauns, 1895)
- D. satanicolor Aubert, 1971
- D. scotiae (Bridgman, 1889)
- D. semiclausum (Hellen, 1949)
- D. simile

Diadegma simile (Brethes) (Brethes, 1913)
Diadegma simile (Pfankuch) (Pfankuch, 1914)
- D. simplificator Aubert, 1964
- D. solum (Viereck, 1925)
- D. sordipes (Thomson, 1887)
- D. speculare (Thomson, 1887)
- D. spurcum (Holmgren, 1868)
- D. stagnale (Holmgren, 1856)
- D. stenosomum (Viereck, 1925)
- D. stigmatellae Horstmann, 1980
- D. suecicum Horstmann, 1973
- D. tamariscator (Aubert, 1960)
- D. tenuipes (Thomson, 1887)
- D. trachas (Viereck, 1925)
- D. transversale (Szepligeti, 1916)
- D. trichopterorum Horstmann, 2004
- D. trichoptilus (Cameron, 1909)
- D. tripunctatum (Bridgman, 1886)
- D. trochanteratum (Thomson, 1887)
- D. truncatum

Diadegma truncatum (Thomson) (Thomson, 1887)
Diadegma truncatum (Viereck) (Viereck, 1925)
- D. undulator Aubert, 1970
- D. ungavae Walley, 1967
- D. valesiator Aubert, 1970
- D. variegatum (Szepligeti, 1916)
- D. velox (Holmgren, 1860)
- D. villosulum (Hedwig, 1962)
- D. zaydamense (Kokujev, 1915)